# 欽北区
欽北区（きんほく-く）は中華人民共和国広西チワン族自治区欽州市に位置する市轄区。

## 行政区画
- 街道:長田街道、鴻亭街道、子材街道
- 鎮:大垌鎮、平吉鎮、青塘鎮、小董鎮、板城鎮、那蒙鎮、長灘鎮、新棠鎮、大直鎮、大寺鎮、貴台鎮